# 广东缨口鳅
广东缨口鳅（学名：Crossostoma tinkhami）为平鳍鳅科缨口鳅属的鱼类，是中国的特有物种。分布于韩江、东江等。该物种的模式产地在罗浮山。其种加词“tinkhami”以Ernest R. Tinkham的名字命名。